# F56 (Paralympics)
F56 ist eine Startklasse der paralympischen Sportarten für Sportler in der Leichtathletik. Die Zugehörigkeit von Sportlern zur Startklasse ist wie folgt skizziert:
„Beeinträchtigung der Muskelkraft oder der passiven Beweglichkeit. Athleten haben zwei 'schlechte' Beine. Gute Funktion des Rumpfes und der Arme. Begrenzte Hüft- und Oberschenkelfunktionen sind vorhanden. Kann nicht ohne Hilfsmittel aufstehen und gehen.“
Die Klasseneinteilung kennzeichnet den wettbewerbsrelevanten Grad der funktionellen Behinderung eines Sportlers. Leichtathleten in den Klassen T51–T54 und F51–F57 gehören zu den Athleten mit: „Beeinträchtigung der Muskelkraft oder der passiven Beweglichkeit. (Querschnittlähmung, Kinderlähmung, sonstige Muskelschwäche, Amputation, Fehlwuchs von Gliedern und Gleichgestellte)“. Niedrige Klassenziffern zeigen einen höheren Grad der Beeinträchtigung an als hohe Klassenziffern. Alle Sportler starten sitzend im Rollstuhl oder Wurfstuhl. Der Grad der Beeinträchtigung des Sportlers in Wettbewerben erhöht sich mit sinkenden/niedrigen Klassenziffern von F57 nach F51.
Die Klasse F56 enthält Athleten mit einem breiten Spektrum an Beeinträchtigungen, die alle auf zwei Beine bezogen sind:
- beidseitig unter- oder oberschenkelamputierte Athleten,
- unvollständige oder vollständige Querschnittlähmung im unteren Lendenwirbelbereich und darunter
- Muskelschwäche und reduzierte Muskelfunktionen in beiden Beinen (z. B. als Folgen von Polio),
- Bein mit fehlenden Gelenkfunktion in beiden Knien,
- diesen Beeinträchtigungen Gleichgestellte.

Für die Athleten gelten folgende Bedingungen:
- zweiseitig beeinträchtigte Athleten, die auch in F42 und F43 startberechtigt wären, dürften unter Verzicht auf Hilfsmittel (Prothesen) auch in F56 starten,
- keine Nutzung von sonstigen Hilfsmitteln zur Behebung der körperlichen Beeinträchtigung,
- es wird sitzend gestartet.

Eine Klasse T56 existiert nicht.